# Mischogyne
Mischogyne Exell – rodzaj roślin z rodziny flaszowcowatych (Annonaceae Juss.). Według The Plant List w obrębie tego rodzaju znajdują się 2 gatunki. Występuje naturalnie w klimacie tropikalnym Afryki. Gatunkiem typowym jest M. michelioides Exell. 

## Morfologia
PokrójZimozielone krzewy.
LiścieNaprzemianległe, pojedyncze, całobrzegie.
KwiatyPromieniste, obupłciowe, pojedyncze, rozwijają się w kątach pędów. Mają 3 wolne działki kielicha, nienakładające się na siebie. Płatków jest 6, ułożonych w dwóch okółkach, są wolne, nienakładające się na siebie, prawie takie same. Dno kwiatowe ma cylindryczny kształt z licznymi, wolnymi pręcikami. Pylniki otwierają się na zewnątrz. Zalążnia jest górna, złożona z licznych i wolnych owocolistków.
OwocePojedyncze są osadzone na krótkich szypułkach, zebrane w owoc zbiorowy.

## Systematyka
Pozycja według APweb (aktualizowany system APG III z 2009)
Rodzaj wraz z całą rodziną flaszowcowatych w ramach rzędu magnoliowców wchodzi w skład jednej ze starszych linii rozwojowych okrytonasiennych określanych jako klad magnoliowych.
Lista gatunków
- Mischogyne elliotianum (Engl. & Diels) R.E.Fr.
- Mischogyne michelioides Exell